# Carolina Maraini-Sommaruga
Carolina gravin Maraini-Sommaruga (Lugano, 15 juni 1869 - Savosa, 22 januari 1959) was een Zwitserse filantrope.

## Biografie
Carolina Maraini-Sommaruga was een dochter van Giacomo Sommaruga en van Maria Fumagalli. In 1889 huwde ze Emilio Maraini, een Zwitsers-Italiaanse grootindustrieel en politicus die de grondlegger was van de Italiaanse suikerindustrie. In datzelfde jaar verhuisde ze naar Rieti, in Italië.
Nadat haar echtgenoot was verkozen tot volksvertegenwoordiger in de Italiaanse Kamer van Afgevaardigden (1900-1916) verhuisden Maraini-Sommaruga en haar echtgenoot naar Rome, waar het koppel in de periode 1903-1905 de Villa Maraini liet bouwen op de heuvel Pincio. De villa was een ontwerp van Otto Maraini, haar schoonbroer, en werd in 1946 geschonken aan de Zwitserse Confederatie, dat er vanaf 1947 het Zwitsers Rome-instituut zou vestigen. Ze steunde tal van culturele en liefdadigheidsinstellingen, waaronder de kleuterschool van Rieti, het Italiaanse Rode Kruis en het stedelijk ziekenhuis van Lugano. 
In 1926 kende koning Victor Emanuel III van Italië haar de titel van gravin toe.

## Trivia
- In haar geboortestad Lugano werd een straat nabij het door haar gesteunde ziekenhuis vernoemd naar Carolina Maraini-Sommaruga, de Via Carolina Maraini-Sommaruga.